# Sargis Sargsian
Sargis Sargsian, né le 3 juin 1973 à Erevan, est un joueur de tennis professionnel arménien.
En 1997, il a remporté le tournoi ATP de Newport, le seul titre de sa carrière.
En 2005, après avoir longtemps fait partie des 100 meilleurs joueurs mondiaux, il avait décidé d'arrêter sa carrière. Quelques mois plus tard, il est revenu sur le circuit professionnel au tournoi de Las Vegas, où il a été éliminé dès le premier tour par l'Allemand Nicolas Kiefer (3-6, 2-6).

## Palmarès

### Titre en simple messieurs
| No | Date       | Nom et lieu du tournoi                               | Catégorie    | Dotation  | Surface      | Finaliste    | Score          |  |
| -- | ---------- | ---------------------------------------------------- | ------------ | --------- | ------------ | ------------ | -------------- |  |
| 1  | 07-07-1997 | Miller Lite Hall of Fame Championships, Newport (RI) | World Series | 255 000 $ | Gazon (ext.) | Brett Steven | 7-60, 4-6, 7-5 |  |

### Finales en simple messieurs
| No | Date       | Nom et lieu du tournoi                 | Catégorie   | Dotation  | Surface         | Vainqueur       | Score     |          |
| -- | ---------- | -------------------------------------- | ----------- | --------- | --------------- | --------------- | --------- | -------- |
| 1  | 29-09-2003 | Kremlin Cup, Moscou                    | Int' Series | 975 000 $ | Moquette (int.) | Taylor Dent     | 7-65, 6-4 | Parcours |
| 2  | 20-10-2003 | St. Petersburg Open, Saint-Pétersbourg | Int' Series | 975 000 $ | Dur (int.)      | Gustavo Kuerten | 6-4, 6-3  | Parcours |

### Titres en double messieurs
| No | Date       | Nom et lieu du tournoi               | Catégorie   | Dotation  | Surface      | Partenaire          | Finalistes                 | Score         |          |
| -- | ---------- | ------------------------------------ | ----------- | --------- | ------------ | ------------------- | -------------------------- | ------------- | -------- |
| 1  | 28-07-2003 | Legg Mason Tennis Classic Washington | Int' Series | 575 000 $ | Dur (ext.)   | Ievgueni Kafelnikov | Chris Haggard Paul Hanley  | 7-5, 4-6, 6-2 | Parcours |
| 2  | 08-09-2003 | BCR Open Romania Bucarest            | Int' Series | 355 000 $ | Terre (ext.) | Karsten Braasch     | Simon Aspelin Jeff Coetzee | 7-67, 6-2     | Parcours |

### Finales en double messieurs
| No | Date       | Nom et lieu du tournoi                              | Catégorie   | Dotation  | Surface      | Vainqueurs                      | Partenaire     | Score          |          |
| -- | ---------- | --------------------------------------------------- | ----------- | --------- | ------------ | ------------------------------- | -------------- | -------------- | -------- |
| 1  | 05-07-1999 | Miller Lite Hall of Fame Championships Newport (RI) | Int' Series | 295 000 $ | Gazon (ext.) | Wayne Arthurs Leander Paes      | Chris Woodruff | 6-7, 7-6, 6-3  |          |
| 2  | 14-08-2000 | Legg Mason Tennis Classic Washington                | Series Gold | 700 000 $ | Dur (ext.)   | Alex O'Brien Jared Palmer       | Andre Agassi   | 7-5, 6-1       | Parcours |
| 3  | 19-05-2003 | International Raiffeisen Grand Prix Sankt Pölten    | Int' Series | 355 000 $ | Terre (ext.) | Simon Aspelin Massimo Bertolini | Nenad Zimonjić | 6-4, 68-7, 6-3 | Parcours |

## Résultats en Grand Chelem

### En simple
| Année | Open d'Australie | Open d'Australie   | Roland-Garros | Roland-Garros   | Wimbledon | Wimbledon           | US Open  | US Open         |
| ----- | ---------------- | ------------------ | ------------- | --------------- | --------- | ------------------- | -------- | --------------- |
| 1995  | -                | -                  | -             | -               | -         | -                   | 3e tour  | Jared Palmer    |
| 1996  | -                | -                  | -             | -               | -         | -                   | -        | -               |
| 1997  | 2e tour          | MaliVai Washington | 1er tour      | Dick Norman     | 2e tour   | Andreï Medvedev     | 3e tour  | Michael Chang   |
| 1998  | 1er tour         | Jordi Burillo      | 3e tour       | Ramón Delgado   | 2e tour   | Magnus Larsson      | 1er tour | Bohdan Ulihrach |
| 1999  | 2e tour          | Martin Damm        | 3e tour       | Carlos Moyà     | 1er tour  | Chris Woodruff      | 1er tour | Richey Reneberg |
| 2000  | 1er tour         | Àlex Corretja      | 3e tour       | Magnus Norman   | 1er tour  | David Prinosil      | 1er tour | Cédric Pioline  |
| 2001  | 2e tour          | Rainer Schüttler   | 2e tour       | Roger Federer   | 3e tour   | Pete Sampras        | -        | -               |
| 2002  | 1er tour         | Fernando González  | 1er tour      | Guillermo Coria | 2e tour   | Rainer Schüttler    | 3e tour  | Sjeng Schalken  |
| 2003  | 4e tour          | Wayne Ferreira     | 2e tour       | Victor Hănescu  | 3e tour   | Juan Carlos Ferrero | 2e tour  | James Blake     |
| 2004  | 2e tour          | Todd Reid          | 1er tour      | Mario Ančić     | 2e tour   | Dmitri Toursounov   | 4e tour  | Andre Agassi    |
| 2005  | 2e tour          | Feliciano López    | 1er tour      | Albert Montañés | 1er tour  | Nicolás Massú       | -        | -               |

### En double
| Année | Open d'Australie        | Open d'Australie              | Roland-Garros                   | Roland-Garros                  | Wimbledon                 | Wimbledon                     | US Open                   | US Open                          |
| ----- | ----------------------- | ----------------------------- | ------------------------------- | ------------------------------ | ------------------------- | ----------------------------- | ------------------------- | -------------------------------- |
| 1997  | -                       | -                             | -                               | -                              | -                         | -                             | 2e tour Peter Nyborg      | Donald Johnson Francisco Montana |
| 1998  | 1er tour Max Mirnyi     | Mahesh Bhupathi Leander Paes  | -                               | -                              | 1er tour David Roditi     | Neil Broad Piet Norval        | -                         | -                                |
| 1999  | -                       | -                             | -                               | -                              | -                         | -                             | -                         | -                                |
| 2000  | -                       | -                             | -                               | -                              | -                         | -                             | -                         | -                                |
| 2001  | -                       | -                             | -                               | -                              | -                         | -                             | -                         | -                                |
| 2002  | -                       | -                             | -                               | -                              | -                         | -                             | -                         | -                                |
| 2003  | 2e tour Xavier Malisse  | Bob Bryan Mike Bryan          | 2e tour Andreï Olhovskiy        | Wayne Arthurs Paul Hanley      | 1er tour Andreï Olhovskiy | Mark Knowles Daniel Nestor    | 1er tour Andreï Olhovskiy | Antony Dupuis Lee Hyung-taik     |
| 2004  | 3e tour Karsten Braasch | Gastón Etlis Martín Rodríguez | Quart de finale Karsten Braasch | Mahesh Bhupathi Max Mirnyi     | 1er tour Mikhail Youzhny  | Stephen Huss Robert Lindstedt | 1er tour Karsten Braasch  | Fernando González Nicolás Massú  |
| 2005  | 3e tour Karol Beck      | James Blake Mardy Fish        | 1er tour Davide Sanguinetti     | Michaël Llodra Fabrice Santoro | -                         | -                             | -                         | -                                |

Sous le résultat, le partenaire ; à droite, l'ultime équipe adverse.